# Варзеа Гранде
Варзеа Гранде (порт. Varzea Grande) град је у Бразилу у савезној држави Мато Гросо. Према процени из 2007. у граду је живело 230.466 становника.

## Становништво
Према процени из 2007. у граду је живело 230.466 становника.
| 1991.   | 2000.   |
| ------- | ------- |
| 161,958 | 215,298 |